# Pieuvre géante du Pacifique
Enteroctopus dofleini
Espèce
La pieuvre géante du Pacifique  (Enteroctopus dofleini) est une espèce de céphalopodes de la famille des Octopodidae et vit surtout dans les eaux du Pacifique nord.

## Description

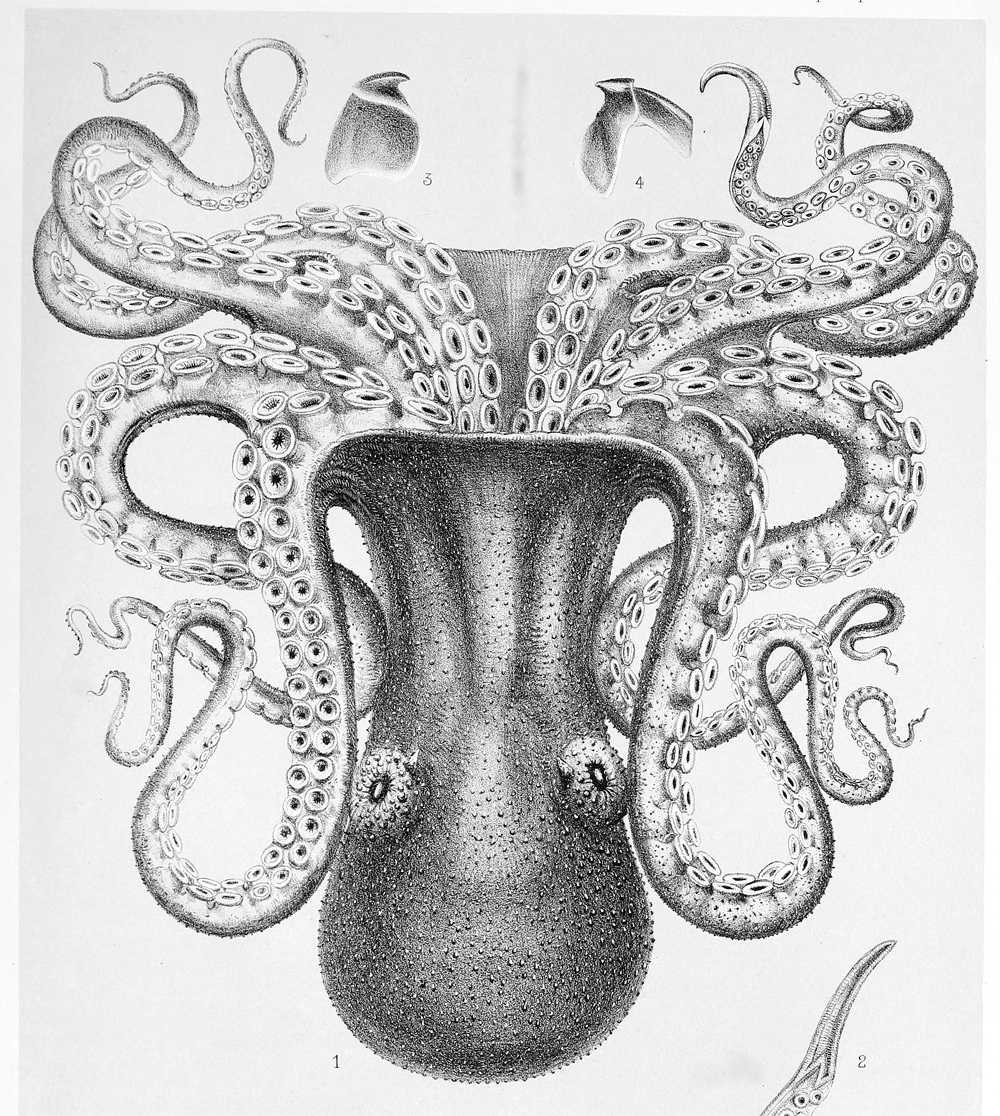
Illustration historique.

La pieuvre géante, d'une couleur rougeâtre, comporte quatre paires de bras qui mesurent environ 3 m de longueur chacun.
Elle vit en moyenne de 3 à 5 ans. Les adultes pèsent de 25 à 43 kg (la plus lourde observée pesait 180 kg). Ses bras peuvent atteindre la taille exceptionnelle de 4,3 mètres. Quelques rares pieuvres de 9 mètres de long (corps + bras) ont déjà été observées dans le Pacifique-Nord. Sa taille bien qu'impressionnante a souvent été exagérée : le Kraken (pieuvre géante de la mythologie scandinave) correspond en fait sans doute aux calmars géants, bien plus gros. Rares sont les pieuvres qui atteignent l'âge adulte.
Ces pieuvres vieillissent de façon très semblable aux humains. Leur système immunitaire devient inopérant, puis le système reproducteur se dégrade, elles deviennent séniles, « ne peuvent plus penser » ni se nourrir.

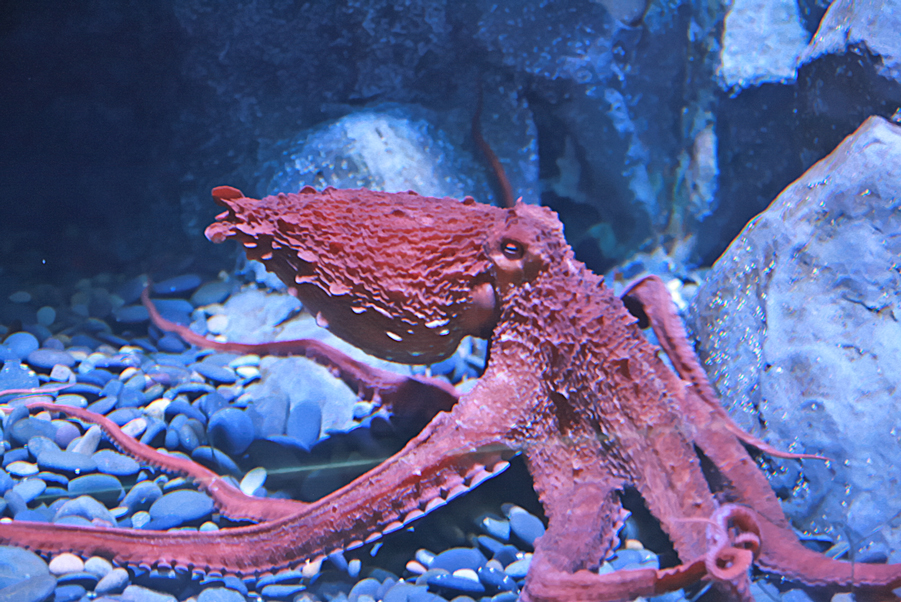
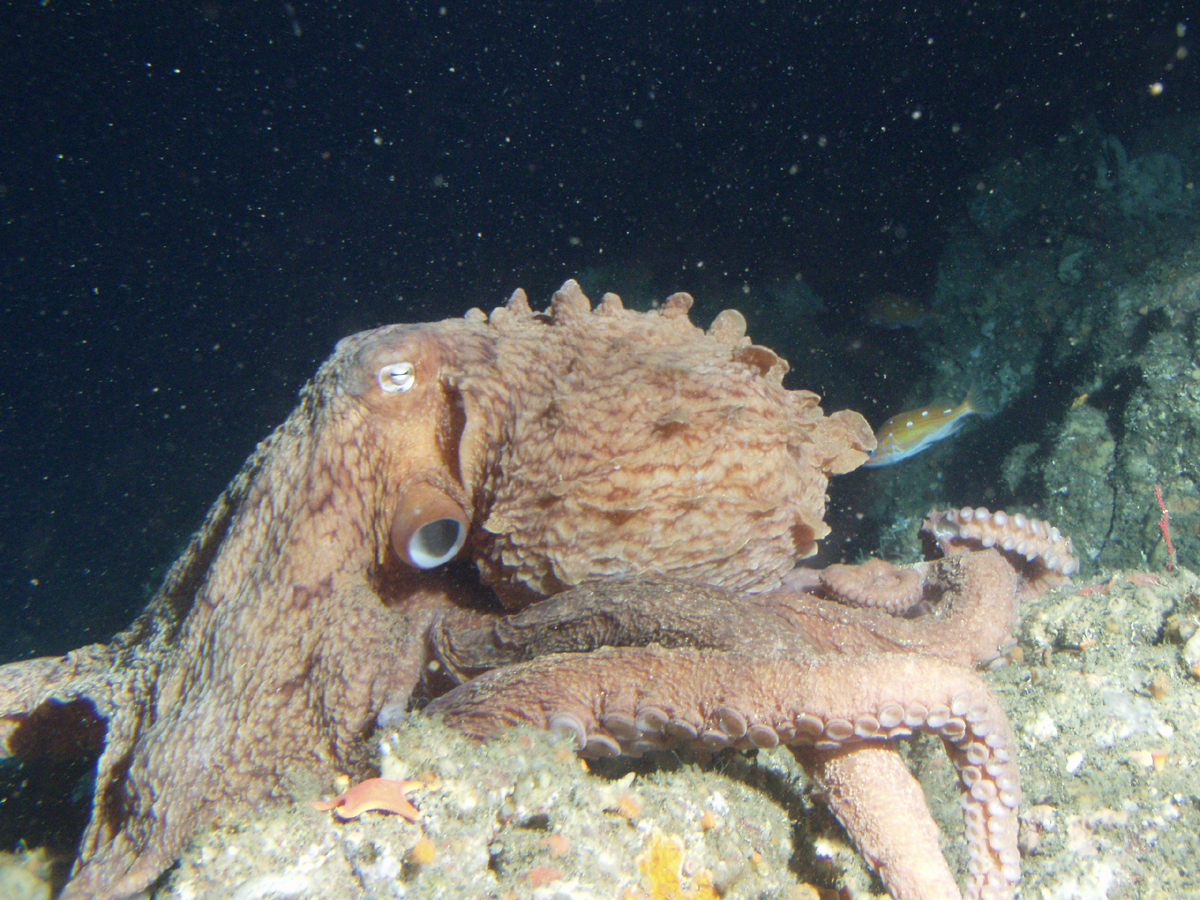
Dans son milieu naturel.
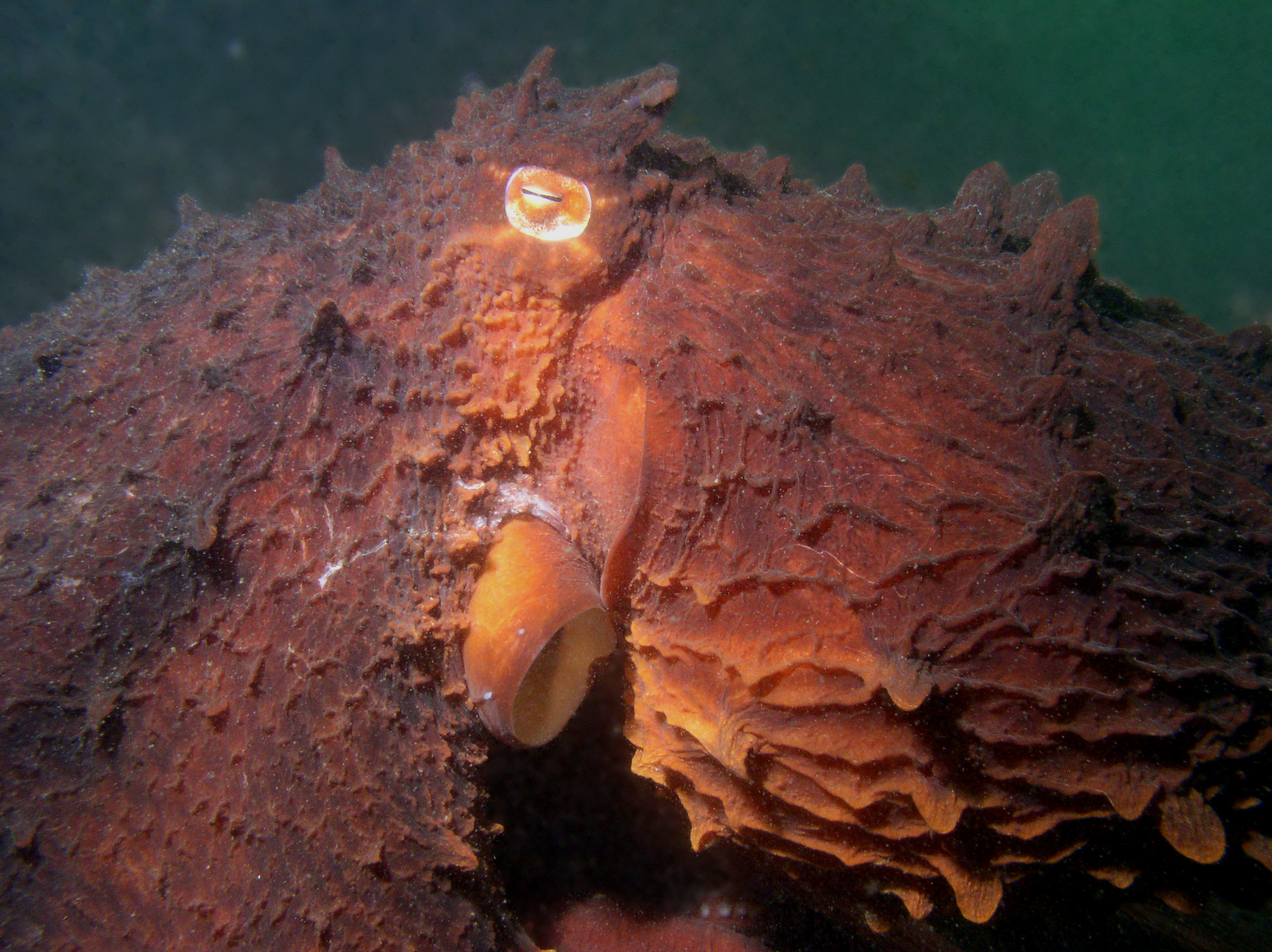
Détail de la tête.
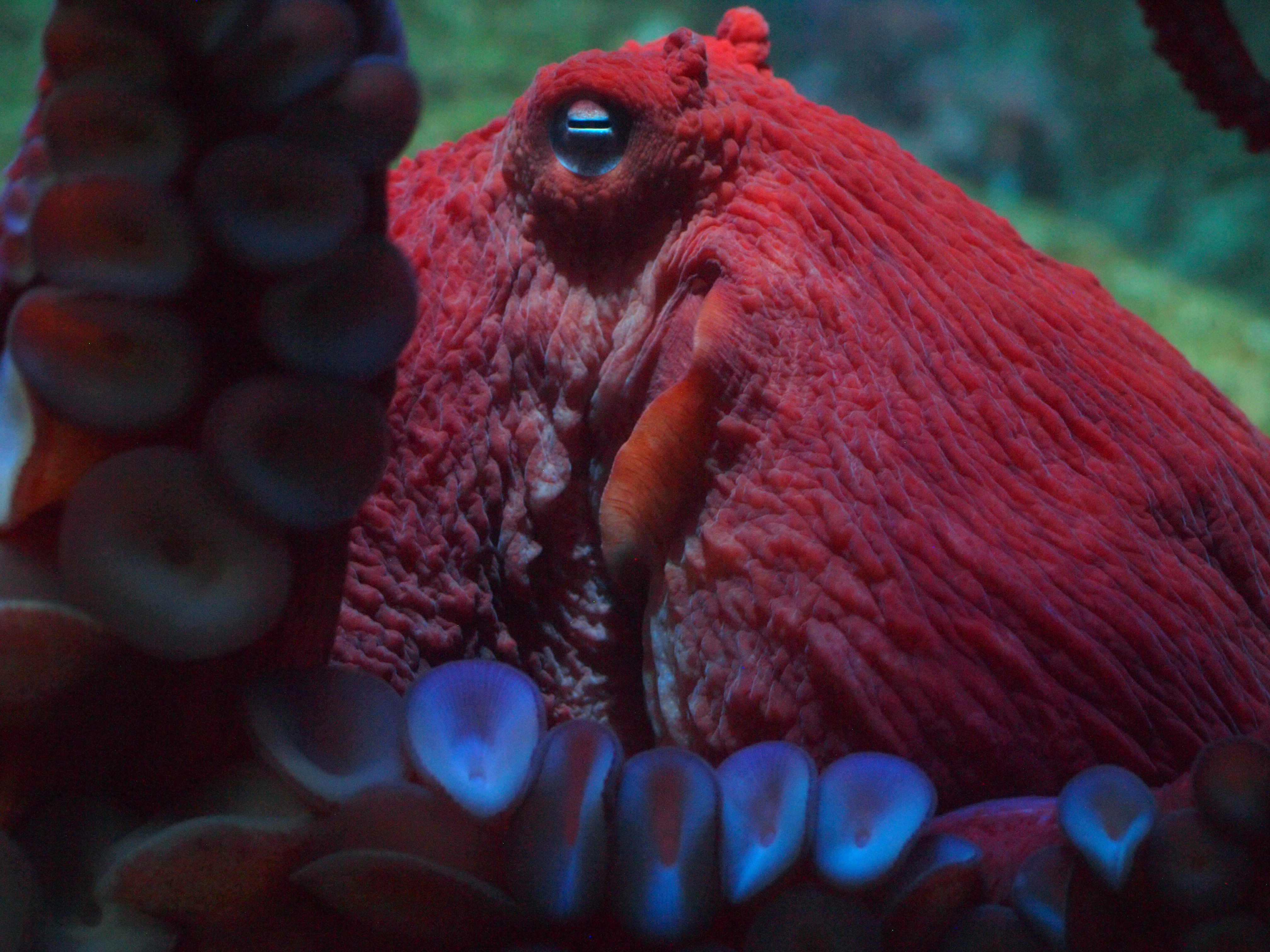
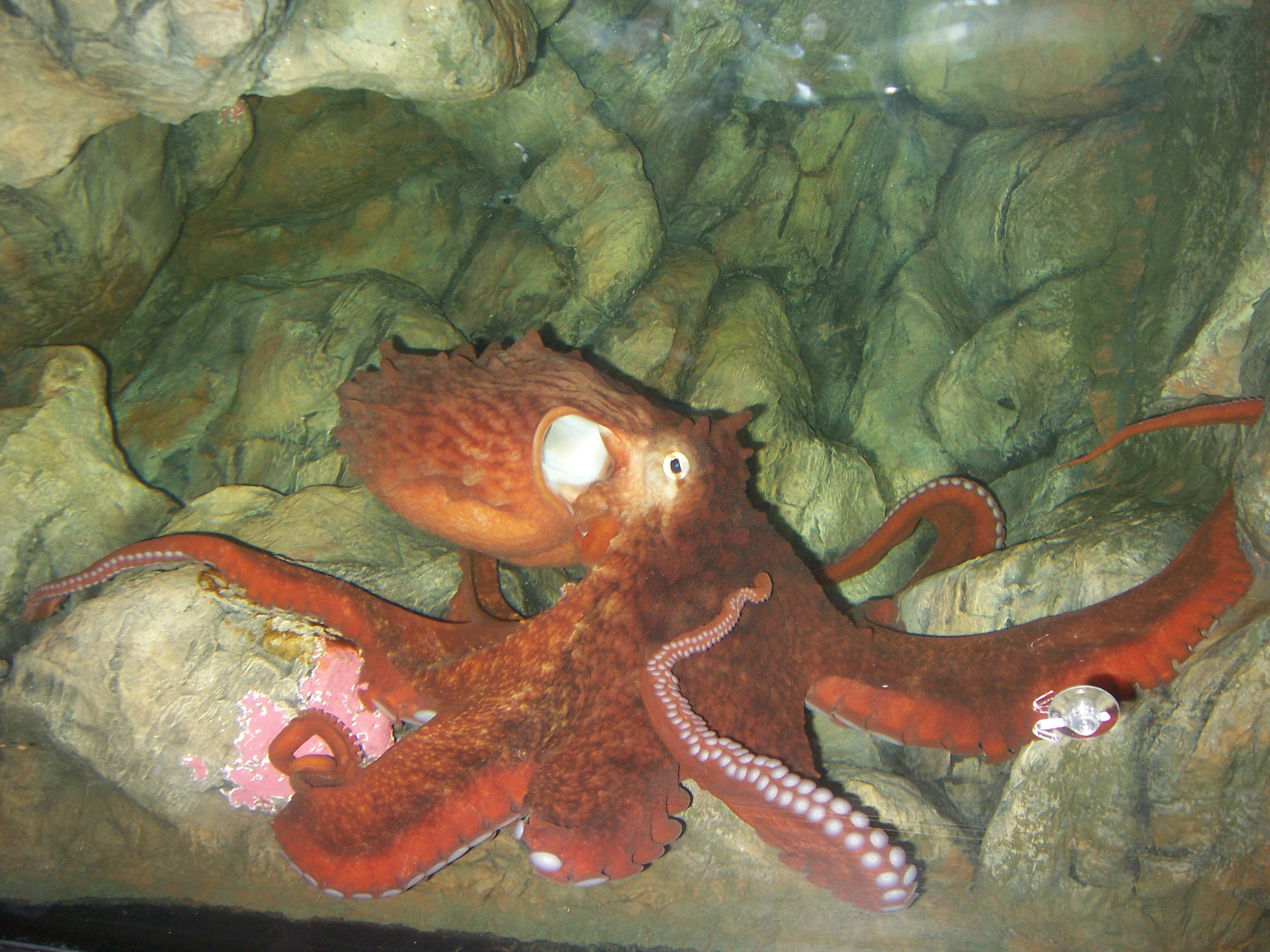
En captivité.

## Alimentation
La pieuvre géante se nourrit essentiellement de crustacés tels que les crabes et de mollusques. Elle peut aussi manger des poissons, des requins et même d'autres pieuvres.

## Reproduction
Le mâle place sa semence dans l'orifice de respiration de la femelle puis il meurt.
Après fécondation, la femelle accroche ses œufs, de la taille d'un grain de riz, en grappes, au plafond de sa cachette, elle pond à environ dix-huit mètres de profondeur. Elle les nettoie, les aère et les protège jusqu'à leur éclosion, pendant 150 jours, sans se nourrir, puis elle meurt. Si elle meurt avant, les œufs sans surveillance n'ont aucune chance de survie.
Les œufs sont ensuite emportés par le courant et descendent au fond, où les petits naissent et vivent.

## Comportement
C'est un animal curieux, craintif.

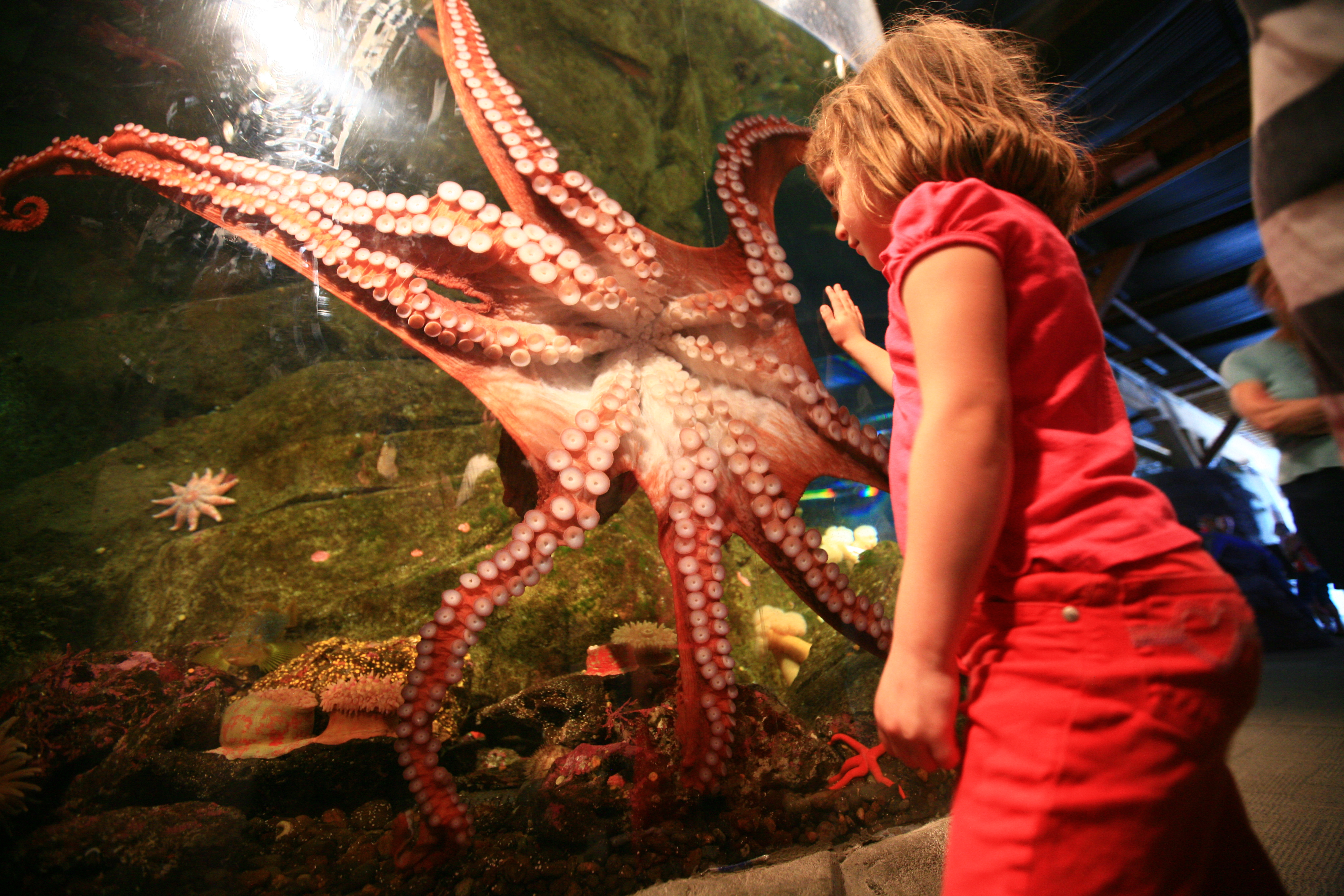
Cette espèce est la star de nombreux aquariums.

La pieuvre géante peut se fondre dans son milieu, se camoufler grâce aux pigments colorés de sa peau. Elle voit seulement en noir et blanc.
Lorsqu'elle se sent en danger, la pieuvre géante libère un nuage d'encre noire qui la masque à l'agresseur, elle peut alors s'échapper. Contrairement aux calmars, elle est dépourvue de griffes. Elle possède huit bras, tous munis de 200 ventouses environ. Grâce à celles-ci, la pieuvre géante peut soulever plus d'une tonne.
Sa relation avec l'homme est spontanément pacifique. Contrairement aux idées reçues, la pieuvre est inoffensive quelle que soit sa taille[réf. souhaitée](à l'exception de la pieuvre à anneaux bleus). Si elle a déjà été attaquée par l'homme, l'approcher de trop près peut être un danger. Intelligente, elle retient les situations pour mieux y réagir plus tard. Il lui arrive parfois de jouer avec les plongeurs, si elle est mise en confiance. Il convient alors de prendre quelques précautions : notamment, éviter les gestes brusques, car par peur elle pourrait alors mordre de son bec qui ressemble à celui du perroquet, et qui peut aussi cracher du venin (douloureux sans être dangereux[réf. nécessaire], et utilisé essentiellement pour la chasse et presque jamais comme arme). Son bec est la seule partie dure apparente.
Une pieuvre géante peut facilement se glisser soit dans un trou, soit dans une crevasse de quelques centimètres seulement, car elle est suffisamment molle pour étirer tout son corps et se glisser dans les plus petites failles. Son seul obstacle est son bec : elle sait anticiper par palpation si l'orifice dans lequel elle veut s'introduire est assez large pour laisser passer son bec, ou non.
Malgré ses trois cœurs, elle se fatigue vite et peut se déplacer rapidement seulement quelques minutes.